# 프랑수아 쿠프랭

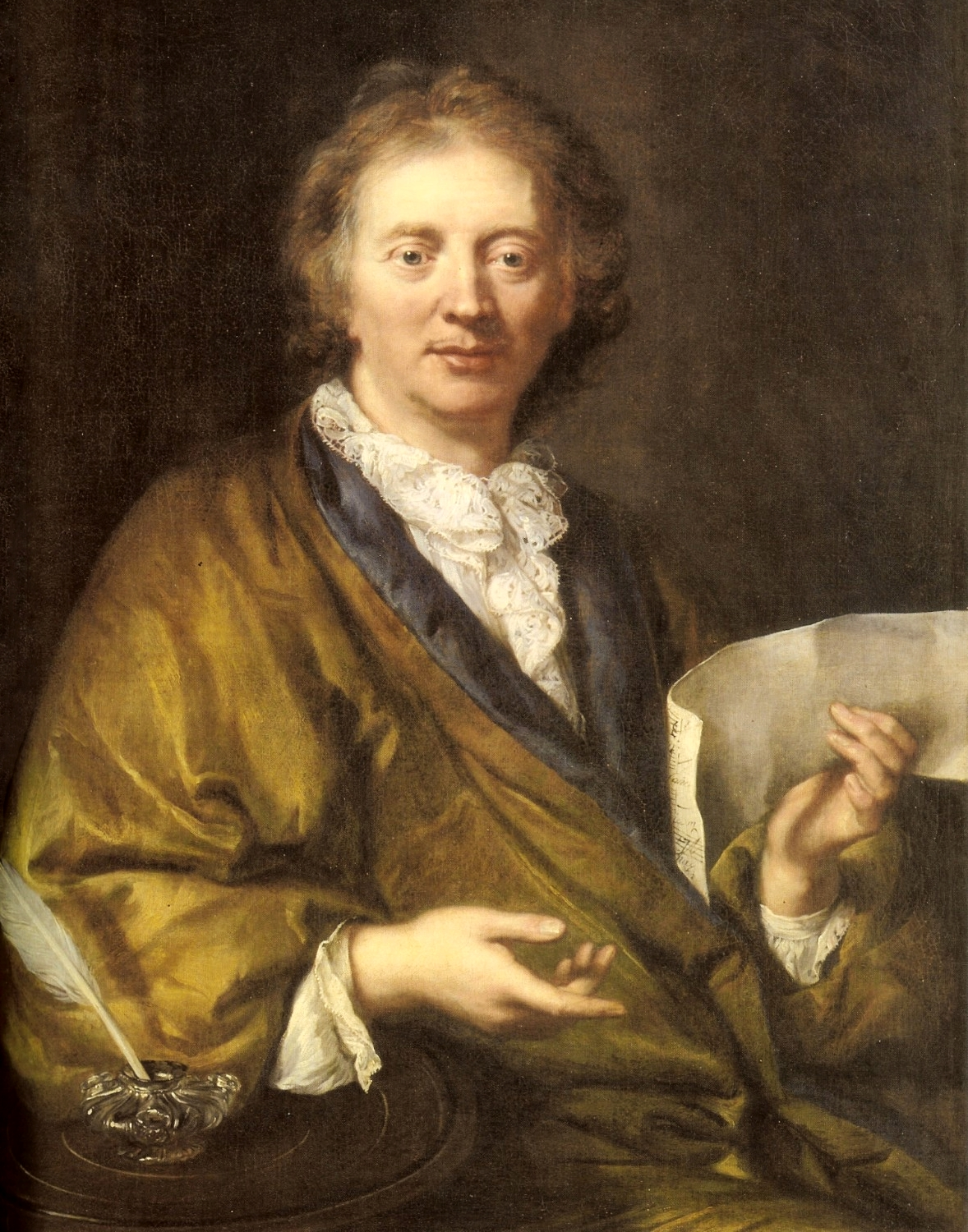
프랑수아 쿠프랭

프랑수아 쿠프랭 (François Couperin, 1668년 ~ 1733년) 은 프랑스의 작곡가이자 오르간 연주자이다. 대(大) 쿠프랭이라고도 한다. 17세기 중엽부터 19세기 중엽에 걸쳐 파리에서 알려진 음악가의 가계(家系)인 쿠프랭 일족(一族) 가운데에서 최대존재라는 점과, 그의 백부(伯父) 역시 같은 이름 프랑수아이기에 구별하기 위하여 그렇게 부르며 파리에서 태어나 파리에서 사망하였다.

## 생애
쿠프랭가(家)는 루이, 프랑수아, 샤를의 3형제가 장크 샹폴 드 샹포니엘(1602-1672, 프랑스 클라브생 음악의 창시자라고도 한다)에 의하여 파리에 초대받은 후로 이름이 알려지기 시작하였다. 루이, 그리고 그가 죽은 후는 샤를이 생 제르베 성당의 오르간 주자로 있었으나 대(大) 쿠프랭은 샤를의 아들로 그도 역시 이 성당의 오르간 주자로 있었다(샤를이 죽은 후는 이 직책을 대행하고 있던 랄랑드에게서 1685년 내지 1686년에 이어받아 1723년에 조카인 니콜라스에게 양도했다). 1693년 콩쿠르 결과, 그를 부친과 함께 가르친 토므랑의 후임으로 왕궁 교회당의 4인과 오르가니스트 가운데 한 사람으로 뽑혔다. 그 뒤 부르고뉴공에게 클라브생과 작곡을 가르친 것을 계기로 왕족·귀족의 음악교사가 되었고 이름 높은 루이 왕가의 신임도 두터웠으나 끝내 별로 높은 지위에는 오르지 못하였다.

## 작품 세계
그는 오르간 음악, 종교음악, 나아가서는 실내음악의 작곡가로서도 뛰어났으나 특히 그의 이름을 영원토록 한 것은 클라브생을 위한 작품군(群)이라 할 수 있을 것이다. 샹보니엘에서 루이 쿠프랭, 장앙리 당글베르(1628-1691), 니콜 르베그(1631-1702, 오르가니스트), 리자베트클로드 자케 드 라 게르(1664경-1729), 대(大) 쿠프랭, 루이 마르샹(1669-1732, 오르가니스트), 루이 니콜라스 크레랭보(1679-1749, 오르가니스트), 라모, 루이 클로드 다캉(1694-1772)으로 계속되는 베르사유 악파 클라브생 음악가의 빛나는 계보에서 대(大) 쿠프랭이야말로 뛰어난 거장임에 틀림없다. 그는 4곡에서 수십곡에 이르는 소곡을 모음곡으로 정리하여 오르돌이라 했다. 한곡 한곡의 각 소곡은 전통적인 춤곡적인 요소를 남기고는 있으나 문학적 내지 회화적인 표제를 지니며 암시적으로써 듣는 이의 상상력을 한층 활발하게 하는 원동력이 되었던 것이다. 섬세한 울림과 우아한 꾸밈음(裝飾音)으로 장식된 유려한 멜로디는 이른바 로코코의 세련된 감각미로 넘쳐흐르나 밑바닥에는 때때로 깊은 우수가 간직되고 또한 기지(機智)와 풍자를 간직하고 있다. 더구나 항상 절도가 있는 억제가 오히려 감성의 풍요함을 돋보이게 한다. 억제와 고귀한 질서에 의한 애호(愛好)로 쿠프랭의 고전주의적인 성격은 뚜렷하며 그는 라모와 함께 프랑스 클라브생 음악을 절정으로 쌓아올렸으며 '이성(理性)과 감정의 약동 사이의 올바른 균형에 두어진 표정적인 감성'으로 바흐나 헨델과 같은 이국(異國)의 거장들에게도 널리 영향을 미치고 있다. 대(大) 쿠프랭의 클라브생곡은 1713, 1717, 1722, 1730년에 출판된 4권의 곡집에 수록되어 있는 240곡(27오르돌)에 덧붙여 1716-17년의 전주곡 6곡이 있다. 이 밖에도 모테토나 종교곡을 주로 하는 성악곡, 오르간을 위한 2개의 미사곡, 코렐리의 영향을 보이며 프랑스와 이탈리아를 종합하려는 듯한 여러 가지 실내악곡 등, 어느 작품이나 모두 거장 대 쿠프랭의 이름에 손색이 없다고 하겠다.